# Танкилевич, Абрам Григорьевич
Абрам Григорьевич Танкиле́вич (1901—1975) — советский горный инженер, организатор строительства.

## Биография
Родился в 1901 году в еврейской земледельческой колонии Высокополье (ныне Высокополь (Никопольский район), Днепропетровская область, Украина).
Окончил ДГИ (1929). Послужной список:
- 1929—1932 инженер, начальник шахты «Западная-Капитальная» в Донбассе;
- 1932—1949 на строительстве Московского метрополитена: начальник шахты, с 1939 главный инженер Метростроя, руководил строительством станций «Кировская», «Площадь Свердлова»
- 1949—1951 главный инженер строительства угольных шахт в Кузбассе. Участвовал в строительстве города Междуреченск (до 1955 года поселок Ольжерас, Кемеровская область).
- 1951—1953 в заключении по «делу Метростроя» (арестован 16.3.1951, обвинён в организации «шайки расхитителей»), оправдан судом, освобождён 4 мая 1953 года.
- 1954—1957 заместитель начальника Главного технического управления Минуглестроя СССР.
- 1957—1963 в СНХ ЭССР.
- с 1963 главный специалист треста «Мосоргстрой».

В 1942—1949 годах член ЕАК, в 1947 был введен в Президиум ЕАК.

## Награды и премии
- орден Ленина (1935) — за строительство станции «Кировская»
- орден Трудового Красного Знамени (1938) — за строительство станции «Площадь Свердлова»
- Сталинская премия второй степени (1947) — за усовершенствование и внедрение на строительство Московского метрополитена имени Л. М. Кагановича щитового метода проходки тоннелей, обеспечившего значительное повышение производительности труда на подземных работах